# Bactrocera luteola
Bactrocera luteola är en tvåvingeart som först beskrevs av Malloch 1931.  Bactrocera luteola ingår i släktet Bactrocera och familjen borrflugor. Inga underarter finns listade.